# Бои при Ла-Круа-о-Буа
Бои при Ла-Круа-о-Буа (фр. combat de La Croix-aux-Bois) произошли 12 и 14 сентября 1792 года во время войны первой коалиции между французскими войсками генерала Шазо и австрийскими войсками фельдмаршала Франсуа Клерфайта.

## Перед боями
После взятия Вердена и Лонгви союзники, несмотря на опасения герцога Брауншвейгского, в середине сентября продолжили наступление в глубь Франции. Главной задачей для них было прорваться через проходы в Арденских горах, представлявших хорошую оборонительную позицию.
Генерал Дюмурье, командовавший французской армией, расположенной у Седана, решил удерживать войска противника в этих проходах как можно дольше, дожидаясь подхода подкреплений. Для выполнения этого плана его армия — 12 тысяч — в начале сентября отступила от Седана и расположилась у прохода при Гран-Пре, заняв центральную позицию, а отдельные отряды защищали левее Гран-Пре проходы в Ла-Круа-о-Буа и Ле-Шен и правее — в Ла-Шалад и Лез-Илетт. Через последний пролегала удобнейшая дорога из Вердена в Париж.
12 сентября 1792 года прусские и австрийские дивизии подошли к проходам, которые они должны были пересечь. Клерфайт оказался перед дефиле в Ла-Круа-о-Буа. Значительный корпус пруссаков угрожал Гран-Пре, и принц Гогенлоэ, вернувшись из Тионвиля, блокаду которого он возложил на отряд эмигрантов, расположился лагерем напротив Лез-Илетт. Таким образом, эта часть французской линии была единственной, подверженной первым атакам врага.
Поскольку Ле-Шену непосредственно не угрожала опасность, Дюмурье вывел из него генерала Дюваля с опытными войсками, которыми тот командовал, чтобы разместить его на высотах Марка, которые до этого охранялись только слабыми отрядами. Генерал Дюбуке с 4 батальонами и 2 эскадронами заменил Дюваля в Ле-Шен.

## Бой 12 сентября
7 сентября позиция Ла-Круа-о-Буа была занята драгунским полком и двумя пехотными батальонами, поддерживаемыми четырьмя пушками, под командованием драгунского полковника Пьера Коломба. 11 сентября полковник Коломб сообщил, что позиция неприступная, так как проход непригоден для использования кавалерией, и попросил сменить его 4-м Арденнским добровольческим батальоном, который в то время формировался в Вузье. Генерал Дюмурье, получив это обнадеживающее известие, легко согласился.
12 сентября утром полковник Колумб эвакуировался, оставив позицию под охраной всего 100 человек под командованием капитана, а Арденнский батальон из Вузье так и не прибыл, не получив ружей и боеприпасов, которые по халатности командира артиллерийского парка туда не отправили. Восьми или двенадцати фунтовые орудия также не были установлены на позиции, хотя этих орудий было в изобилии.
Предупрежденный об этом оставлении местными жителями, Клерфайт предпринял в ночь с 12 на 13 сентября атаку на засеку, блокировавшую дорогу. Засека была настолько плохо построена, что её было легко разобрать, а дороги были так мало повреждены, что кавалерия и артиллерия проходили легко. 100 человек, которые должны были защищать блокпост, бежали, ущелье попало в руки австрийцев, и французская линия оказалась под угрозой захвата с тыла.
Было около полудня 13-го, когда беженцы прибыли в лагерь недалеко от Гран-Пре, где Дюмурье, оценив величину опасности, немедленно послал генерала Жан-Пьера Франсуа де Шазо во главе 8 батальонов и 5 эскадронов для возвращения дефиле при поддержке 12 артиллерийских орудий. Также последний получил приказ построить ретраншементы и установить батареи на перевале. Однако плохая погода и плохая дорога задержали атаку Шазо до утра 14-го.

## Бои 14 сентября
14 сентября в 6 утра Шазо атаковал первой колонной и в 7 утра после ожесточенного боя выбил австрийцев из деревни Ла-Круа-о-Буа. Австрийцы, однако, остались в лесу и были поддержаны батальоном, в то время как других 3 батальона и несколько гусарских эскадронов готовились отбить то, что было потеряно.
Шазо чувствовал себя слишком уверенно, владея перевалом; в то же время его войска устали, и он забыл принять необходимые меры предосторожности и даже не смог заблокировать вход в перевал, после того как австрийцы были отброшены.
Через два часа австрийская колонна из 3 пехотных батальонов, 2 кавалерийских эскадронов и артиллерии контратаковала и заставила французов отступить на Вузье. Потери австрийцев составили 32 человека убитыми, в том числе полковник  принц де Линь, 65 раненых и 15 пропавших без вести. Но потери французов, о которых нигде не упоминается, также могли быть значительными. Между прочим, они оставили пушку и несколько сломанных повозок с боеприпасами.
Во время боя за перевал Ла-Круа-о-Буа отряд эмигрантов выступил против перевала Ле-Шен, где командовал генерал Дюбуке. Последний отбил их атаки, но, узнав, что Ла-Круа-о-Буа захвачен, отказался от Ле-Шен и воспользовался ночью, чтобы отступить через Аттиньи, не предупредив Дюмурье. Эмигрантский корпус, воспользовавшись его отступлением, двинулся на Вузье через Ле-Шен, который накануне так безуспешно атаковал.

## Результаты
Дюмурье, полагая, что он уже обойден и окружен, в свою очередь, в ночь на 14 сентября оставляет свои позиции при Гран-Пре и идёт на юг, чтобы соединиться с Армией центра генерала Келлермана. Дорога на Шалон и Париж стала открытой для союзников.
20 сентября войска Дюмурье и Келлермана оказались перед армией герцога Брауншвейгского в битве при Вальми.